# Галас, Диаманда
Диаманда Гала́с (англ. Diamanda Galás, род. 29 августа 1955, Сан-Диего) — американская авангардная певица, пианистка и перформансистка греческого происхождения. Галас известна вокальным диапазоном в четыре октавы. Её дебют состоялся на Авиньонском фестивале в 1979 году, а первым альбомом стал The Litanies of Satan на стихи Бодлера.
Галас записывает альбомы и выступает сольно, а также сотрудничает с музыкантами, работающими в различных жанрах. Среди них Алан Уайлдер, Джон Пол Джонс, Джон Зорн и Янис Ксенакис.
В 2011 году началось сотрудничество с итало-русским художником Владиславом Шабалиным в проекте «Аквариум» с вокальным сопровождением Диаманды Галас. В 2013 году проект был представлен в церкви Сан-Франческо на фестивале «Vicino Lontano» в Удине, Италия.

## Дискография
- 1982 — The Litanies of Satan
- 1984 — Diamanda Galás, позднее переиздан как Panoptikon
- 1986 — The Divine Punishment
- 1986 — Saint of the Pit
- 1988 — You Must Be Certain of the Devil
- 1989 — Трилогия Masque of the Red Death: The Divine Punishment & Saint of the Pit / You Must Be Certain of the Devil
- 1991 — Plague Mass (Live)
- 1992 — The Singer
- 1993 — Vena Cava (Live)
- 1994 — The Sporting Life, с Джоном Полом Джонсом
- 1996 — Schrei X (Live)
- 1998 — Malediction & Prayer (Live)
- 2003 — La Serpenta Canta (Live)
- 2003 — Defixiones, Will and Testament (Live)
- 2008 — Guilty Guilty Guilty (Live)
- 2017 — All The Way
- 2020 — De-formation: Piano Variations